# ギレルモ・モタ
ギレルモ・レイノーソ・モタ（Guillermo Reynoso Mota , 1973年7月25日 - ）は、ドミニカ共和国サン・ペドロ・デ・マコリス州サンペドロ・デ・マコリス出身の元プロ野球選手（投手）。

## 経歴

### プロ入りからメッツ傘下時代
1990年9月7日、ドラフト外でニューヨーク・メッツと契約し、プロ入り。
ドミニカ共和国で2年間プレーした後、三塁手として1993年にルーキーリーグのGCLメッツに配属された。43試合に出場し打率.249・1本塁打・1盗塁・守備率.934だった。
1994年シーズンはルーキーリーグのアパラチアンリーグのキングスポート・メッツで1年の大半を過ごし、A+級フロリダ・ステートリーグのセントルーシー・メッツでは1試合4打数無安打だった。メッツでは、245打数で78三振・打率.245を記録した。
1995年は、遊撃手にコンバートされてA級サウス・アトランティックリーグのキャピタル・シティ・ボンバーズに配属された。ボンバーズでは、ショートで40失策を喫し400打数で127三振・打率.243だった。
1996年は、セントルーシー・メッツに戻され、21失策を喫し304打数で90三振・打率.234だった。

### エクスポズ時代
1996年シーズン後、ルール・ファイブ・ドラフトでモントリオール・エクスポズに移籍した。
1997年は投手にコンバートされてA級サウス・アトランティックリーグのケープフィアー・クロックスに配属された。25登板（23先発）で126回で5勝・10敗で防御率4.36・112奪三振も記録した。
1998年は、ブルペンにコンバートされA+級フロリダ・ステートリーグのジュピター・ハンマーヘッズで開幕を迎えた。20登板で3勝・2敗・防御率0.66・2セーブを記録し、シーズン中にAA級イースタンリーグのハリスバーグ・セネターズに昇格した。セネターズでは、12登板で2勝・0敗・防御率1.06・4セーブだった。
1999年はAAA級インターナショナルリーグのオタワ・リンクスで開幕を迎えた。リンクスでは、14登板で2勝・0敗・防御率1.89・5セーブだった。5月2日に4登板したものの成績不振のためにリンクスに降格したシェイン・ベネットに代わってメジャーに昇格した。同日のセントルイス・カージナルス戦でメジャー初登板を果たし無失点に抑え、試合にも8-7で勝利した。5月11日のアリゾナ・ダイヤモンドバックス戦で2回と2/3回を投げ、10回にルイス・ゴンザレスにサヨナラホームランを打たれ、4-3で負けがついてしまった。6月1日のアリゾナ・ダイヤモンドバックス戦で3回を無失点に抑え、チームも10-8でメジャー初勝利を挙げた。6月9日のボストン・レッドソックス戦でマーク・ガスリーからメジャー初打席初本塁打となるスリーランホームランを放ち、チームも13-1で大勝した。8月29日のシンシナティ・レッズ戦で1回1失点でチームは8-6で勝利した。この勝利は8月のエキスポズの18勝目となり、エキスポズの月勝利数の記録更新ともなった。この年は32登板までは防御率1.49を残していたが、その後の6登板で防御率は15.00にまで達したためシーズン途中で防御率は3.40まで上がってしまった。けれども、最終12登板の防御率は1.38と好成績を残しシーズン防御率は2.93となり、51登板で2勝・4敗でシーズンを終えた。
2000年シーズンはAAA級リンクスで開幕を迎えた。しかしながら、5月20日のヒューストン・アストロズ戦の前にメジャーに昇格し、1回1失点でチームは8-7で勝利した。6月11日のトロント・ブルージェイズ戦で1/3回を投げ2失点を喫し、8-3で敗北し自身が負け投手となってしまった。6月17日に12試合で防御率12.60だったためにAAA級リンクスへ降格した。6月の終盤に再びメジャーに昇格を果たすものの、7月1日に登板しただけでAAA級リンクスへ降格した。しかしながら、7月19日にトニー・アーマス・ジュニアが故障者リストに入ったため、再びメジャーに昇格した。7月27日に伊良部秀輝が故障者リストから復帰したため、マイナーに降格したがすぐにメジャーに戻った。しかしながら、1登板後にまたマイナーに降格してからは、9月まではメジャーに昇格することができなかった。この時点で、17登板で防御率9.98だった。9月11日のフィラデルフィア・フィリーズ戦となったダブルヘッダーの2試合目で、1/3回を投げチームは7-6で勝利し、この年唯一となる勝利を挙げた。終盤12登板では防御率1.84を記録したが、シーズン通してでは29登板で防御率6.00で1勝・1敗だった。AAA級リンクスでは、35登板で防御率2.29で4勝・5敗で7セーブを残した。
2001年は初めてスプリングトレーニングからメジャーに帯同することができた。5月12日に、20登板目となる登板で防御率は1.59だった。しかしながら、その後の6登板で8失点を許したため防御率は4.00にまで跳ね上がってしまった。その後の12登板では、防御率2.08を残す。6月17日のブルージェイズ戦で、1回無失点でチームは4-1で勝利し、この年初めての勝利を挙げた。次の試合となる6月19日のニューヨーク・メッツ戦では、一つもアウトを取ることができず3失点（1自責点）を喫し、チームも1-4で敗れて敗戦投手となってしまった。しかしながら、その安定感を見せた12試合の後は4試合で5失点を許すなどして、防御率は4.29まで上昇した。7月13日に、右肩腱炎で初めてメジャーの故障者リストに入った。9月の初めには復帰したが、終盤11試合で防御率10.57で2敗を記録してしまった。この年は53登板で1勝・3敗を記録した。

### ドジャース時代
2002年もスプリングトレーニングからメジャーに帯同していたが、3月23日にマット・ハージェスと内野手のホルヘ・ヌニェスとのトレードで、ウィルキン・ルアンと共にロサンゼルス・ドジャースへ移籍した。ドジャースのスプリングトレーニングには残れず、シーズンの開幕をAAA級パシフィックコーストリーグのラスベガス・フィフティワンズで迎えた。4月20日に、ケビン・ブラウンが故障者リスト入りしたため、メジャーに昇格した。2登板した後に、ブラウンが故障者リストから外れたため、4月30日にAAA級フィフティワンズに降格した。5月17日に、メジャー二度目の昇格となった。7月14日の22登板目までで、防御率2.43を記録した。6月3日のコロラド・ロッキーズ戦で、1回無失点で投げ切って、チームは11-5で勝利し、自身もドジャースでの初勝利を挙げた。しかしながら、その後7登板で防御率13.50で負けも一つ記録したため、AAA級フィフティワンズに降格した。8月26日にケビン・バーンがマイナーに降格するまでメジャーに戻ることはなかった。同日のダイヤモンドバックス戦で、10回から3回を投げたが、12回に3失点をしてしまい敗戦投手となった。9月13日のロッキーズ戦では、7回に3失点を許し、再び負け投手となってしまった。終盤14登板で防御率3.92で、シーズン通してでは43登板で防御率4.15で1勝・3敗だった。AAA級フィフティワンズでは、20登板で防御率2.95で1勝・3敗だった。
2003年はスプリングトレーニングからメジャーに帯同することができた。5月1日から27日にかけて、15回と2/3回を無失点に抑え続けた。5月23日のミルウォーキー・ブルワーズ戦で、3回を無失点に抑えてチームも6-4で勝利し、自身もメジャー初セーブを記録した。使った理由としては監督のジム・トレーシーにクローザーであるエリック・ガニエの休養を取らせたかった思惑があったことが原因にある。5月29日のロッキーズ戦で3回で6奪三振だったがチームは5-12で敗戦した。6月11日から6月17日にかけて、19回と2/3回を投げて無失点に抑える好投を続けた。7月13日のロッキーズ戦で通算2号目となる本塁打をジョー・ローアから放ちチームも9-3で勝利した。8月は21登板で防御率0.44で2勝・0敗を記録した。シーズンでは76登板で防御率1.97で6勝・3敗を記録し、ドジャースのリリーフとして最高となる1985年のトム・ニエデンファーが記録した106回と1/3回に次ぐ105回を投げた。ナショナルリーグではリリーフとしての105回はこの年の最高記録で、アメリカンリーグも合わせるとスティーブ・スパークスの107回が最高記録だった。モタ、ガニエ、トム・マーティン、ポール・クアントリルらがいずれも少なくとも76登板を記録する事態（ポール・シューイもリリーフとして62登板）となった。被出塁率.205はナショナルリーグのリリーフの中で10位にランクインし、左打者のみに限定すると.181と4位にランクインすることになる。
2004年はクアントリルがFAとなったため、ガニエにつなぐセットアッパーとして起用されることになった。シーズン初めの8試合では無失点を記録した。6月27日から7月16日にかけて、10試合で失点を許さない投球を続けた。6月29日のサンフランシスコ・ジャイアンツ戦で2回を無失点に抑えチームも2-1で勝利し、キャリアハイとなる5連勝を記録した。7月3日のアナハイム・エンゼルス戦で2回を無失点に抑え勝ち投手となった。その試合はガニエの84試合連続セーブの記録最後の試合でもあった。7月30日のトレード期限前時点で52登板で防御率2.14だった。同日、崔煕渉とブラッド・ペニーとビル・マーフィーとのトレードでフアン・エンカーナシオンとポール・ロデューカと共にフロリダ・マーリンズに移籍した。

### マーリンズ時代
マーリンズ入団時にクローザーであるアーマンド・ベニテスが怪我で離脱していたため、クローザーに名乗りを上げた。2004年8月5日のダイヤモンドバックス戦で8回から登板し無失点に抑え、チームも7-5で勝利しマーリンズで初セーブを挙げた。しかしながら、ベニテスが復帰してからはセットアッパーに戻り、戻った後は1セーブしか挙げることはなかった。マーリンズでは26登板で防御率4.81で、最終2試合で7失点を喫したため防御率は3.07まであがった。シーズン通して78登板で防御率3.07で9勝・8敗だった。ナショナルリーグでリリーフとしての9勝はライアン・マドソンに次いで2位で、96回と2/3回は1位だった。被出塁率はナショナルリーグのリリーフの中では5位だった。
2005年はベニテスがFAとなったため、スプリングトレーニングからクローザー候補だった。しかし4月22日のシンシナティ・レッズ戦の4-2で勝利した試合までセーブを挙げられなかった。次のレッズ戦でも2セーブ目をあげた。しかしながら、4月24日に右肘の炎症が発覚し5月1日に故障者リストに入った。5月27日に復帰したが、クローザーにはトッド・ジョーンズが配置されていたため中継ぎに戻った。復帰してからの11登板では防御率1.69を記録するが、その後の7登板で12失点を喫し防御率は7.27まで上がってしまった。6月24日のタンパベイ・デビルレイズの試合では7-4で勝利投手となった。8月30日のカージナルス戦で2回1失点で7-6で勝利し2勝目を挙げた。後半38登板では防御率3.81を記録し、シーズンでは56登板で防御率4.70で2勝・2敗だった。11月24日にヘスス・デルガドとハービー・ガルシアとハンリー・ラミレスとアニバル・サンチェスとのトレードでジョシュ・ベケットとマイク・ローウェルと共にボストン・レッドソックスへ移籍した。

### レッドソックス時代
2006年1月27日にココ・クリスプとデビッド・リスキーとジョシュ・バードとのトレードでアンディ・マルテとケリー・ショパックと後日発表選手（のちにランディ・ニューサムと発表された）と共にクリーブランド・インディアンスへ移籍したために、レッドソックスでプレーすることはなかった。またこのトレードは少し延期してしまい、その原因はモタが身体検査で異常が発見されたためで、そのためインディアンスはスプリングトレーニング前にコンディショニングプログラムをモタに受けさせた。

### インディアンス時代
しかしながら、クローザーのボブ・ウィックマンにつなぐセットアッパーとして期待された。7登板目までは無失点に抑える好投を続けた。しかしながら、その後は不調で5月にはラファエル・ベタンコートにセットアッパーの座を奪われてしまった。その後の27登板では防御率7.89を記録し、被出塁率も.314だった。8月11日に34登板で防御率6.21で1勝・3敗の成績を残したもののDFAとなった。8月20日に後日発表選手とのトレードで金銭と共にニューヨーク・メッツへ移籍した。このトレードで、アメリカンリーグから再びナショナルリーグに戻ることとなった。

### メッツ時代

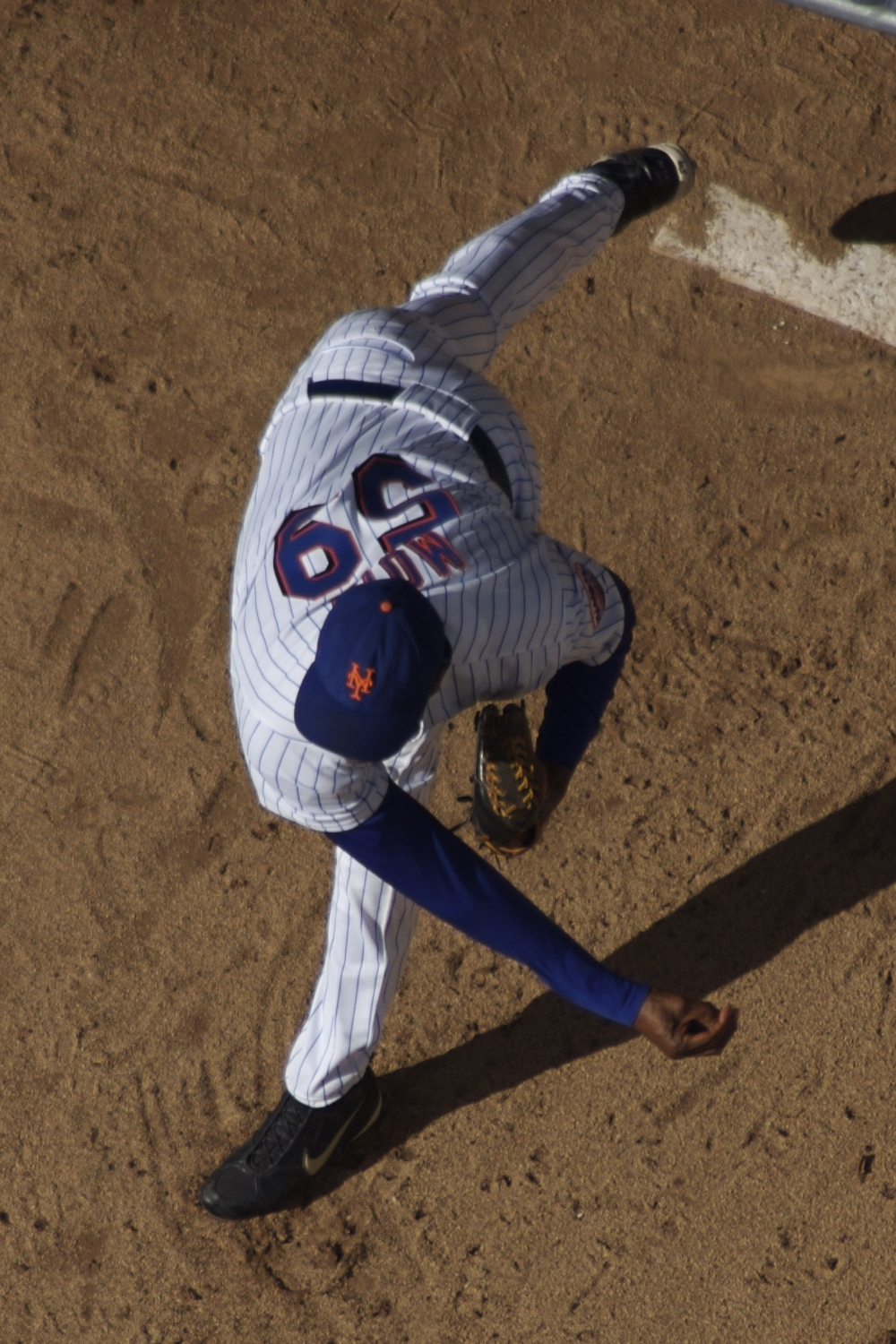
ニューヨーク・メッツ時代
（2007年9月15日）

2006年9月1日のアストロズ戦で1回無失点に抑え、8-7で勝利投手となった。9月12日のマーリンズ戦でも1回無失点に抑え、6-4で勝利投手となった。メッツでは、18登板で防御率1.00で19奪三振を記録し3勝・0敗でシーズンでは52登板で防御率4.53で4勝・3敗だった。またナショナルリーグ中地区をメッツが地区優勝したためプレーオフにも初出場を果たした。2006年のナショナルリーグディビジョンシリーズの1試合目ではドジャースとの対戦となり、2回を投げ4-1でリードしてる状況だったが3失点してしまい同点としてしまうが直後に味方の援護もあり勝ち投手となった。3試合目では2回無失点に抑え、9-5とチームの勝利を助けた。2006年のナショナルリーグチャンピオンシップシリーズでは、7試合中5試合に登板した。2試合目では2失点してしまい、チームの負けにつながってしまったが、他の試合では無失点に抑えた。10月30日にFAとなった。11月1日に禁止薬物に陽性反応を示し、2007年の最初の50試合の出場停止処分となった。しかしながら、11月7日にメッツと2年500万ドルで再契約した。マイナーで2週間を過ごした後、5月30日にメジャーに昇格した。最初16登板は防御率7.71と調子が悪かった。その後15登板では防御率1.89と好投した。15登板中となる8月3日のシカゴ・カブス戦で1回無失点で、6-2で勝利投手となった。終盤21試合では防御率7.48と再び不振に陥った。8月28日のフィリーズ戦では10回にライアン・ハワードにサヨナラホームランを打たれて敗戦投手となった。9月12日のアトランタ・ブレーブス戦では8回に2失点をしてしまうものの、ショーン・グリーンの勝ち越しタイムリーもあり4-3で勝利投手となった。9月16日のフィリーズ戦では3失点を喫し6-10で敗戦投手となり、メッツの地区優勝が絶たれてしまった。シーズンでは52登板で防御率5.76で2勝・2敗だった。11月20日にジョニー・エストラーダとのトレードでミルウォーキー・ブルワーズに移籍した。

### ブルワーズ時代
2008年シーズンは初め15登板で防御率2.20だった。5月11日にブルワーズの監督のネッド・ヨストはガニエをクローザーから外し、他の投手をセーブ機会に使うことを決めた。翌日のカージナルス戦で、8-3で勝利し2005年以来となるセーブを挙げた。しかしながら、クローザーにはサロモン・トーレスが配置されたため、セーブはこのシーズン1つだけしか記録しなかった。セーブ後からオールスター休みの19登板では防御率9.00と調子が悪く、シーズン防御率も5.77と上がってしまった。しかしながら、オールスター明けの最終24登板では防御率1.59を記録した。8月24日のパイレーツ戦では無死満塁から登板したものの無失点に抑え、その後J.J.ハーディがサヨナラタイムリーを放ち勝利投手となった。シーズンでは58登板で防御率4.11で5勝・6敗で、ブルワーズも26年ぶりのプレーオフに進出することができた。2008年のナショナルリーグディビジョンシリーズの初戦のフィリーズ戦では、1/3回を投げ無失点に抑えたが1-3で敗戦した。4試合目では、1回と1/3回を投げたが、パット・バレルに本塁打を打たれ、チームも2-6で敗戦した。11月3日にFAとなった。

### ドジャース復帰

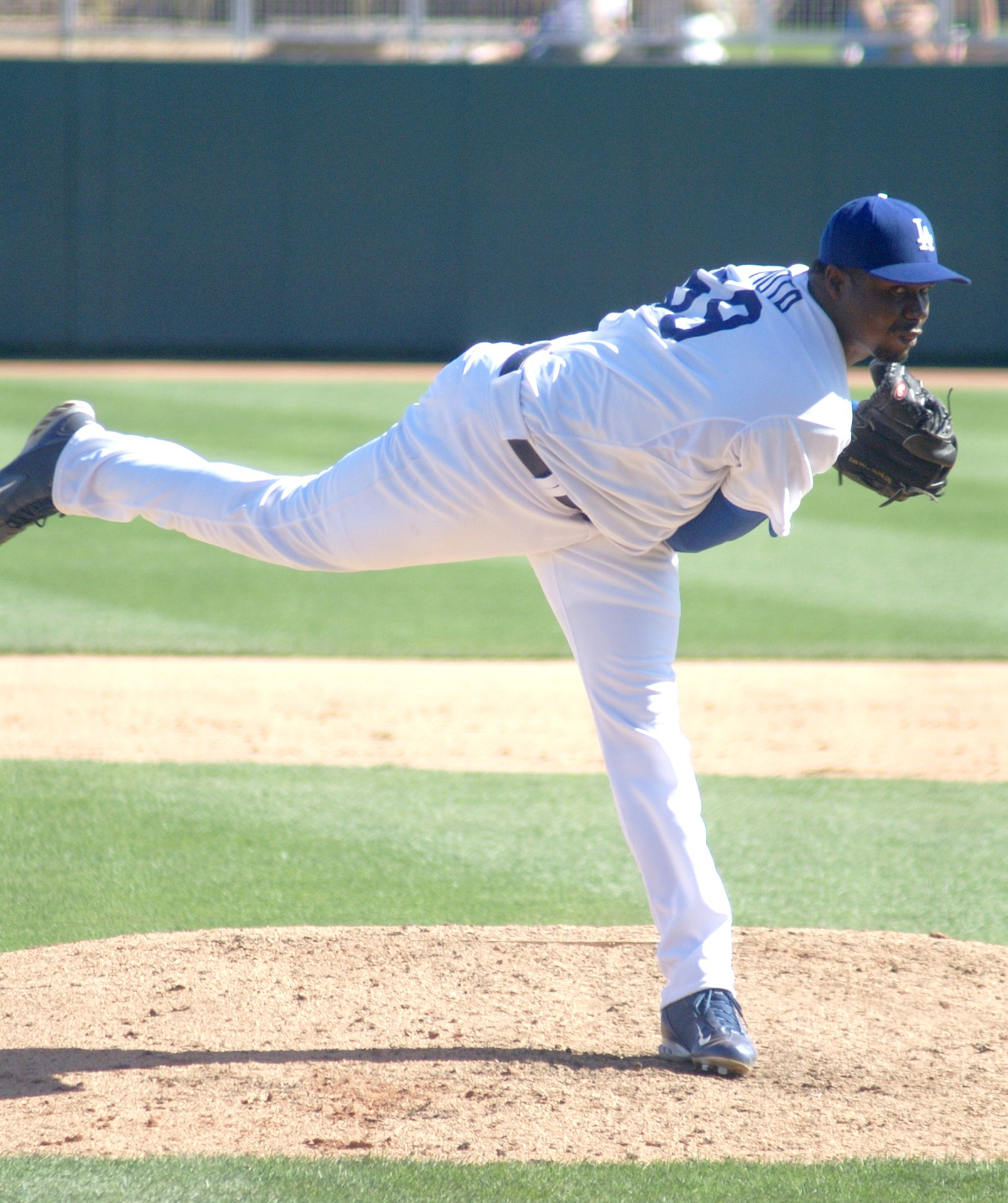
ロサンゼルス・ドジャース時代
（2009年3月1日）

2009年1月13日に、ドジャースと単年契約を結んだ。復帰後15登板は防御率9.00と悪いスタートを切ってしまった。しかしながら、その後の29登板では防御率0.26を記録し、シーズン防御率も2.92まで下がった。6月24日から7月29日にかけて、17登板で20回と1/3回を投げ無失点に抑えた。しかしながら、その後13登板で防御率4.97と悪化した。8月4日のブルワーズ戦ではクリス・スミスがマニー・ラミレスに死球を与えた報復として、ラッセル・マーティンが死球を要求しプリンス・フィルダーに死球を与え退場した。試合後、フィルダーがドジャースのクラブハウスまでモタを殴りこみに来たが、ブルワーズのチームメートがなんとか制止させた。モタもフィルダーも一連の行動によりMLB機構から罰金を科された。8月31日にロニー・ベリアードのロースター枠を開けることと、内反趾爪で故障者リストに入った。9月14日に再昇格した。しかしながら、最終4登板で防御率5.40を記録したため、ドジャースのプレーオフのロースターから外れた。シーズンでは、2004年以来となる防御率3.44と良化を見せ、3勝・4敗だった。11月6日にFAとなった。

### ジャイアンツ時代
2010年2月2日に、サンフランシスコ・ジャイアンツとマイナー契約を結び、スプリングトレーニングに招待され、初めてノンロースターとして参加した。4月4日に、ジャイアンツのブルペンの4番手としてメジャーに昇格した。序盤9登板目まで連続無失点に抑えスタートダッシュに成功した。5月5日のマーリンズ戦で、9-6で勝利し2010年唯一のセーブを挙げた。5月にはセットアッパーとして起用されたが、6月10日から13日の3登板で5失点・1敗戦と散々な結果に終わったため、起用は戻された。シーズン序盤の23登板では防御率1.27だったが、後半28登板では防御率7.48だったため、シーズンの防御率は4.78だった。7月4日のロッキーズ戦では、1回と1/3回を投げ5四球を与え、15回にトッド・ヘルトンにサヨナラ犠牲フライを打たれ敗戦投手となった。8月23日に、コディ・ロスのロースターを開けることと、腸脛靭帯症候群で故障者リストに入った。9月6日にメジャーに復帰した。最終5登板では失点を許さずシーズンを終え、シーズンでは56登板で防御率4.33で1勝・3敗で、ナショナルリーグ東地区をジャイアンツが制覇しプレーオフのロースターにも残った。しかしながら、2010年のワールドシリーズの2戦目まで起用されなかったが、2戦目のテキサス・レンジャーズ戦では9回を無失点に抑え、9-0で勝利した。3試合目でも1回と1/3回を無失点に抑えたが、チームは2-4で敗戦した。しかしながら、ジャイアンツはワールドシリーズ優勝を決め、モタ自身も初めてワールドシリーズ優勝を味わった。シリーズ後、FAとなった。11月19日に再びジャイアンツとマイナー契約を結び、スプリングトレーニングに招待された。
2011年3月30日にブルペンの残り1枠の争いに勝利した。4月16日のダイヤモンドバックス戦で、先発のバリー・ジトが怪我で2回で降板したため、自身最高となる4回と1/3回を投げ1失点で5-3で勝利投手となった。
2012年5月7日、筋肉増強効果のある禁止薬物に陽性反応を示したとして100試合の出場停止処分を受けた。オフの10月29日にFAとなった。
2014年1月16日にカンザスシティ・ロイヤルズとマイナー契約を結んだが、3月2日に現役引退を発表した。

## 投球スタイル
150km/h中盤のフォーシームと、サークルチェンジが武器の投手。しかし、球筋が真っ直ぐの棒球になり易く、一度打たれだすと止まらない傾向がある。

## 詳細情報

### 年度別投手成績
| 年 度     | 球 団     | 登 板 | 先 発 | 完 投 | 完 封 | 無 四 球 | 勝 利 | 敗 戦 | セ 丨 ブ | ホ 丨 ル ド | 勝 率 | 打 者 | 投 球 回 | 被 安 打 | 被 本 塁 打 | 与 四 球 | 敬 遠 | 与 死 球 | 奪 三 振 | 暴 投 | ボ 丨 ク | 失 点 | 自 責 点 | 防 御 率 | W H I P |
| --------- | --------- | ----- | ----- | ----- | ----- | -------- | ----- | ----- | -------- | ----------- | ----- | ----- | -------- | -------- | ----------- | -------- | ----- | -------- | -------- | ----- | -------- | ----- | -------- | -------- | ------- |
| 1999      | MON       | 51    | 0     | 0     | 0     | 0        | 2     | 4     | 0        | 3           | .333  | 243   | 55.1     | 54       | 5           | 25       | 3     | 2        | 27       | 1     | 1        | 24    | 18       | 2.93     | 1.43    |
| 2000      | MON       | 29    | 0     | 0     | 0     | 0        | 1     | 1     | 0        | 5           | .500  | 126   | 30.0     | 27       | 3           | 12       | 0     | 2        | 24       | 1     | 1        | 21    | 20       | 6.00     | 1.30    |
| 2001      | MON       | 53    | 0     | 0     | 0     | 0        | 1     | 3     | 0        | 12          | .250  | 212   | 49.2     | 51       | 9           | 18       | 1     | 1        | 31       | 1     | 0        | 30    | 29       | 5.26     | 1.39    |
| 2002      | LAD       | 43    | 0     | 0     | 0     | 0        | 1     | 3     | 0        | 4           | .250  | 256   | 60.2     | 45       | 4           | 27       | 6     | 2        | 49       | 3     | 0        | 30    | 28       | 4.15     | 1.19    |
| 2003      | LAD       | 76    | 0     | 0     | 0     | 0        | 6     | 3     | 1        | 13          | .667  | 410   | 105.0    | 78       | 7           | 26       | 4     | 1        | 99       | 0     | 0        | 23    | 23       | 1.97     | 0.99    |
| 2004      | LAD       | 52    | 0     | 0     | 0     | 0        | 8     | 4     | 1        | 16          | .667  | 259   | 63.0     | 51       | 4           | 27       | 5     | 2        | 52       | 5     | 0        | 15    | 15       | 2.14     | 1.24    |
| 2004      | FLA       | 26    | 0     | 0     | 0     | 0        | 1     | 4     | 3        | 13          | .200  | 134   | 33.2     | 24       | 4           | 10       | 1     | 2        | 33       | 0     | 0        | 18    | 18       | 4.81     | 1.01    |
| '04計     | FLA       | 78    | 0     | 0     | 0     | 0        | 9     | 8     | 4        | 29          | .529  | 393   | 96.2     | 75       | 8           | 37       | 6     | 4        | 85       | 5     | 0        | 33    | 33       | 3.07     | 1.16    |
| 2005      | FLA       | 56    | 0     | 0     | 0     | 0        | 2     | 2     | 2        | 14          | .500  | 293   | 67.0     | 65       | 5           | 32       | 7     | 1        | 60       | 4     | 0        | 38    | 35       | 4.70     | 1.45    |
| 2006      | CLE       | 34    | 0     | 0     | 0     | 0        | 1     | 3     | 0        | 5           | .250  | 173   | 37.2     | 45       | 9           | 19       | 3     | 0        | 27       | 2     | 0        | 27    | 26       | 6.21     | 1.70    |
| 2006      | NYM       | 18    | 0     | 0     | 0     | 0        | 3     | 0     | 0        | 4           | 1.000 | 68    | 18.0     | 10       | 2           | 5        | 1     | 0        | 19       | 0     | 0        | 2     | 2        | 1.00     | 0.83    |
| '06計     | NYM       | 52    | 0     | 0     | 0     | 0        | 4     | 3     | 0        | 9           | .571  | 241   | 55.2     | 55       | 11          | 24       | 4     | 0        | 46       | 2     | 0        | 29    | 28       | 4.53     | 1.42    |
| 2007      | NYM       | 52    | 0     | 0     | 0     | 0        | 2     | 2     | 0        | 6           | .500  | 261   | 59.1     | 63       | 8           | 18       | 2     | 2        | 47       | 2     | 0        | 39    | 38       | 5.76     | 1.37    |
| 2008      | MIL       | 58    | 0     | 0     | 0     | 0        | 5     | 6     | 1        | 11          | .455  | 244   | 57.0     | 52       | 7           | 28       | 0     | 0        | 50       | 4     | 1        | 28    | 26       | 4.11     | 1.40    |
| 2009      | LAD       | 61    | 0     | 0     | 0     | 0        | 3     | 4     | 0        | 2           | .429  | 273   | 65.1     | 53       | 6           | 24       | 8     | 5        | 39       | 3     | 0        | 25    | 25       | 3.44     | 1.18    |
| 2010      | SF        | 56    | 0     | 0     | 0     | 0        | 1     | 3     | 1        | 8           | .250  | 228   | 54.0     | 49       | 4           | 22       | 5     | 0        | 38       | 5     | 0        | 29    | 26       | 4.33     | 1.31    |
| 2011      | SF        | 52    | 0     | 0     | 0     | 0        | 2     | 2     | 1        | 4           | .500  | 333   | 80.1     | 71       | 10          | 30       | 4     | 2        | 77       | 1     | 1        | 34    | 34       | 3.81     | 1.26    |
| 2012      | SF        | 26    | 0     | 0     | 0     | 0        | 0     | 1     | 0        | 10          | .000  | 91    | 20.2     | 24       | 3           | 8        | 0     | 2        | 24       | 0     | 0        | 13    | 12       | 5.23     | 1.55    |
| MLB：14年 | MLB：14年 | 743   | 0     | 0     | 0     | 0        | 39    | 45    | 10       | 130         | .464  | 3604  | 856.2    | 762      | 90          | 331      | 50    | 24       | 696      | 32    | 4        | 396   | 375      | 3.94     | 1.28    |

### 年度別守備成績
| 年 度 | 球 団 | 投手（P） | 投手（P） | 投手（P） | 投手（P） | 投手（P） | 投手（P） |
| 年 度 | 球 団 | 試 合     | 刺 殺     | 補 殺     | 失 策     | 併 殺     | 守 備 率  |
| ----- | ----- | --------- | --------- | --------- | --------- | --------- | --------- |
| 1999  | MON   | 51        | 4         | 10        | 0         | 1         | 1.000     |
| 2000  | MON   | 29        | 1         | 3         | 0         | 1         | 1.000     |
| 2001  | MON   | 53        | 1         | 10        | 1         | 3         | .917      |
| 2002  | LAD   | 43        | 2         | 7         | 0         | 0         | 1.000     |
| 2003  | LAD   | 76        | 6         | 14        | 2         | 0         | .909      |
| 2004  | LAD   | 52        | 4         | 6         | 0         | 0         | 1.000     |
| 2004  | FLA   | 26        | 2         | 4         | 0         | 0         | 1.000     |
| '04計 | FLA   | 78        | 6         | 10        | 0         | 0         | 1.000     |
| 2005  | FLA   | 56        | 1         | 6         | 0         | 0         | 1.000     |
| 2006  | CLE   | 34        | 0         | 3         | 0         | 0         | 1.000     |
| 2006  | NYM   | 18        | 0         | 1         | 0         | 0         | 1.000     |
| '06計 | NYM   | 52        | 0         | 4         | 0         | 0         | 1.000     |
| 2007  | NYM   | 52        | 1         | 14        | 1         | 0         | .938      |
| 2008  | MIL   | 58        | 2         | 13        | 0         | 1         | 1.000     |
| 2009  | LAD   | 61        | 1         | 10        | 0         | 0         | 1.000     |
| 2010  | SF    | 56        | 0         | 7         | 1         | 0         | .875      |
| 2011  | SF    | 52        | 4         | 10        | 0         | 0         | 1.000     |
| 2012  | SF    | 26        | 2         | 3         | 0         | 0         | 1.000     |
| MLB   | MLB   | 743       | 31        | 121       | 5         | 6         | .968      |

### 背番号
- 40 （1999年 - 2001年）
- 59 （2002年 - 2007年、2009年 - 2012年）
- 58 （2008年）